# کارل هرمان فرانک
کارل هرمان فرانک (به آلمانی: Karl Hermann Frank) (زاده ۲۴ ژانویه ۱۸۹۸ - درگذشته ۲۲ می ۱۹۴۶) یک سیاستمدار و از سال ۱۹۴۲ تا سال ۱۹۴۵ نخست وزیر مناطق اشغالی بوهم و موراویا در زمان فرماندهی کورت دالوگ در آنجا بود. وی در قتل‌عام لیدیسه نقش مهمی داشت.